# Antonio Rossi (canoista)
Antonio Rossi (Lecco, 19 dicembre 1968) è un politico ed ex canoista italiano, campione olimpico e mondiale nel kayak velocità.

## Carriera sportiva

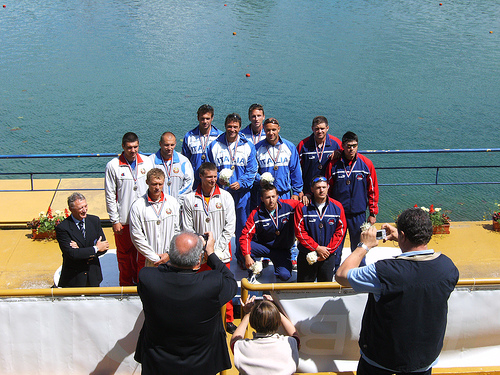
Antonio Rossi durante una premiazione (è il quarto in alto da sin.)

Inizia a dedicarsi al kayak nel 1982. La sua prima società è la Canottieri Lecco, allenato dal tecnico Giovanni Lozza, mentre frequentava ancora il liceo scientifico. Nel 1988 entra nei Gruppi Sportivi Fiamme Gialle (Guardia di Finanza), del quale fa ancora parte; il suo attuale allenatore è Massimo Mesiano. Pur avendo raccolto qualche successo importante nel kayak singolo (K1), come un terzo posto ai campionati del mondo del 1997 e soprattutto l'oro ai Giochi olimpici di Atlanta 1996, entrambi nel K1 500 m, i successi sportivi di Antonio sono legati principalmente al K2.
Insieme a Bruno Dreossi, Antonio ha vinto la prima medaglia olimpica (un bronzo) ai Giochi Olimpici di Barcellona 1992, nel K2 500 m. Nell'edizione successiva, ad Atlanta, arriva, oltre all'oro individuale nel K1 500 m, quello nel K2 1000 m insieme a Daniele Scarpa. Con Beniamino Bonomi, sempre nel K2 1000 m, conquisterà l'oro a Sydney 2000, cui si aggiungerà l'argento di Atene 2004. Sempre dalla stessa specialità (K2 1000 m) sono arrivate tre medaglie d'oro ai campionati del mondo (1995, 1997 e 1998) e due d'argento (1993 e 1994).
Nel 1997 venne invitato come ospite alla serata finale del 40.mo Zecchino d'Oro per consegnare la medaglia di partecipazione a Ylenia Recchia, interprete di Il Katalicammello.

## Impegno politico
Dopo aver dichiarato, nel maggio 2009, il proprio appoggio a Daniele Nava, candidato per la coalizione formata da Popolo della Libertà e Lega Nord alla presidenza della provincia di Lecco per le elezioni di giugno, il 18 dello stesso mese viene nominato assessore allo sport. A lui è stato richiesto di valorizzare i futuri campioni di domani e di dare una mano concreta alle numerose società sportive sparse sul territorio provinciale.
Nel dicembre 2012 dichiara il suo appoggio a Roberto Maroni, candidato presidente della Lombardia alle elezioni regionali del 2013 per la coalizione tra Lega Nord, Popolo della Libertà e Fratelli d'Italia, venendo candidato con la Lista Civica "Maroni Presidente". Dal 19 marzo 2013 entra a far parte della giunta regionale in qualità di assessore allo Sport e alle Politiche per i giovani.
Nel marzo 2018, dopo le nuove elezioni regionali, viene nominato dal neo presidente della Lombardia Attilio Fontana sottosegretario allo Sport, alle Olimpiadi 2026 e ai Grandi eventi sportivi della regione.
Alle elezioni comunali 2020 della città di Lecco, appoggia il candidato sindaco Peppino Ciresa della lista Lecco Ideale di centrodestra, risultato perdente al ballottaggio, ma Rossi viene comunque eletto Consigliere Comunale. Nel giugno 2023 si dimette dalla carica "per gli impegni connessi al nuovo incarico in Fondazione Milano Cortina 2026".

## Carriera nello Sport Management
A maggio del 2023, dopo essere già stato nel direttivo nazionale del Coni, continua la carriera nello sport management entrando in Fondazione Milano Cortina 2026 come City Operations Manager. 
A ottobre del 2024 è nominato Vicepresidente della FICK - Federazione Italiana Canoa e Kayak.

## Televisione
Tra il 2006 e il 2007 ha preso parte al reality show di Canale 5, Reality Circus.
Nel 2025 partecipa come concorrente all'edizione 12 del reality show Pechino Express in coppia con Jury Chechi, risultandone i vincitori.

## Vita privata
È il quinto di cinque fratelli (2 sorelle e 2 fratelli). Il 2 ottobre 1996, a due mesi dalla conquista delle due medaglie d'oro alle Olimpiadi di Atlanta, ha sposato Lucia Micheli, anch'essa campionessa di canoa kayak (ha partecipato alle Olimpiadi di Barcellona del 1992) da cui ha avuto due figli: Angelica (2000) e Riccardo Yuri (2001). È tifoso del Milan.
Il 18 luglio 2021 è stato colto da un infarto durante la Gran Fondo Pinarello a Conegliano. Ricoverato a Como, le sue condizioni non sono apparse critiche.

## Riconoscimenti

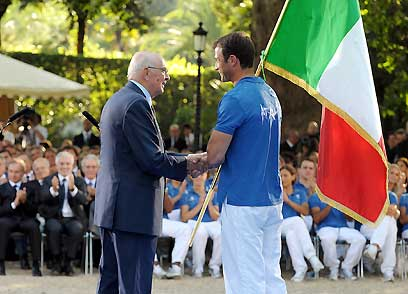
2008 - Consegna della bandiera

Nel novembre del 2000 è stato designato a rappresentare il mondo sportivo al Giubileo degli Atleti ed ha letto a Giovanni Paolo II un documento, scritto di suo pugno, nel quale ha promesso, a nome di tutti gli sportivi del mondo, un impegno serio e corretto, tale da essere da esempio per le nuove generazioni. Nel 2005 è eletto membro della Giunta Nazionale del CONI.
Il 24 giugno 2008 è stato scelto dal CONI come portabandiera della spedizione italiana a Pechino 2008. Mai un canoista era stato portabandiera dell'Italia ai Giochi. A 39 anni e mezzo Rossi non è il portabandiera azzurro più "anziano", preceduto da Raimondo D'Inzeo, classe 1925, alfiere a Città del Messico nel 1968. Nel settembre del 2009, Antonio Rossi è stato proclamato Presidente della Commissione Atleti Europei. Antonio Rossi è stato per cinque edizioni uno dei testimonial del Telethon italiano ed ha posato nudo per i calendari di Famiglia Cristiana e Donna Moderna i cui ricavati sono andati in beneficenza, oltre ad essere stato testimonial per una campagna pubblicitaria della Tag Heuer fotografato da Herb Ritts. Nel maggio 2015, una targa a lui dedicata fu inserita nella Walk of Fame dello sport italiano a Roma, riservata agli ex-atleti italiani che si sono distinti in campo internazionale.